# Selero
Selero (in greco Σέλερο?, in turco: Gökçeler) è una ex comunità della Grecia nella periferia della Macedonia orientale e Tracia di 4.509 abitanti secondo i dati del censimento 2001.
È stata soppressa a seguito della riforma amministrativa detta Programma Callicrate in vigore dal gennaio 2011 ed è ora compresa nel comune di Avdira.